# نمایش‌پردازی

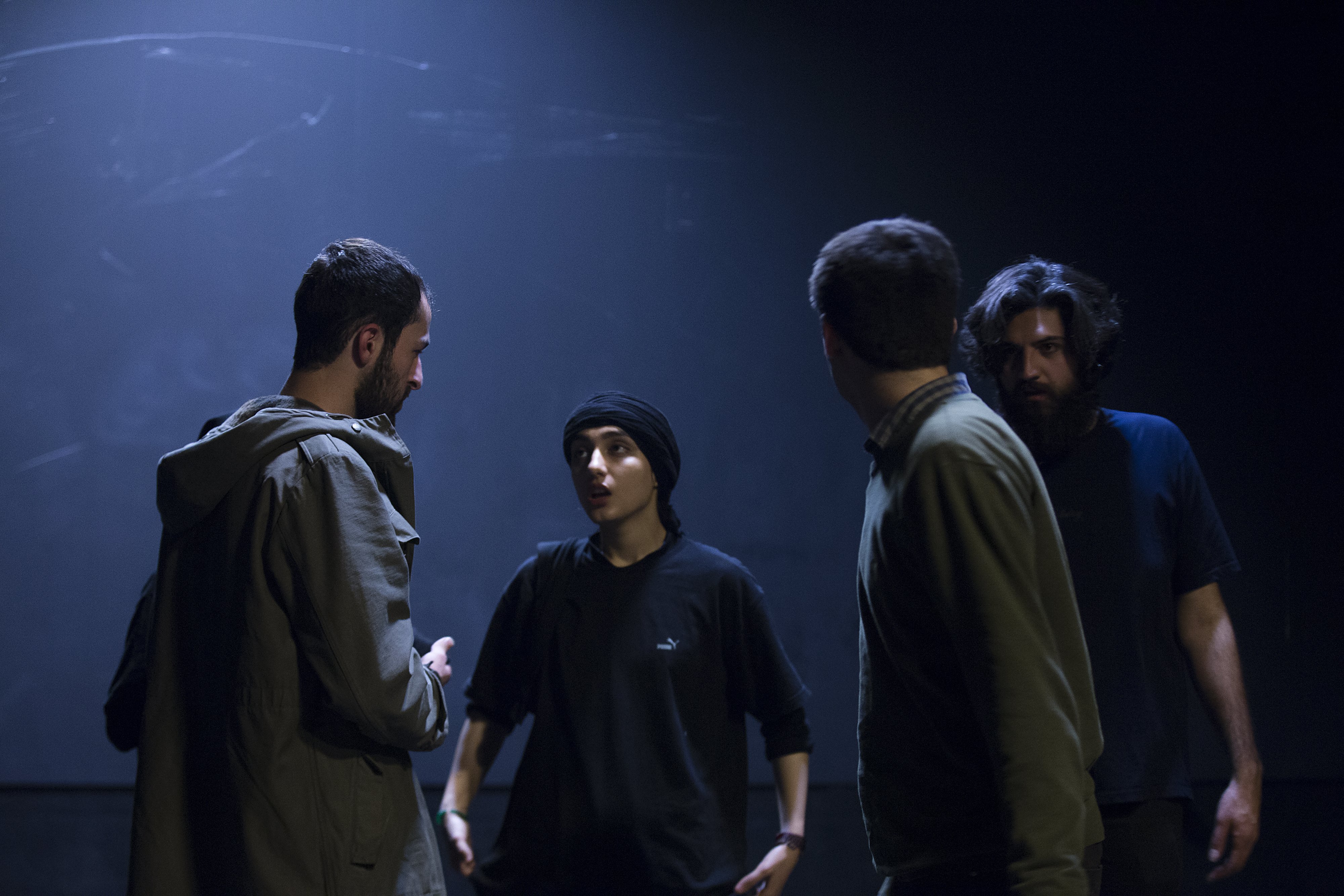
نحوه دراماتورژی و تعامل با بازیگران در تجربه‌های شخصی و اجرای آن در یک گروه تئاتر تجربی در ایران

نمایش‌پردازی یا دراماتورژی (به آلمانی و فرانسوی: Dramaturgie) فن و هنر نگارش نمایشنامه است. واژه نمایش‌پردازی در معنی مطالعه و تحلیل و تفسیر نمایشنامه برای اجراهای جدید با توجه به مخاطب و زمان و مکان نیز به کار می‌رود.
نمایش‌پردازی یکی از تخصص‌های مربوط به نمایش‌های تئاتری است. صرف نظر از تاریخچه این واژه، امروزه نمایش‌پرداز به مشاور ادبی و تئاتری گفته می‌شود که با یک گروه تئاتری کار می‌کند و با کارگردان همکاری نزدیکی دارد.

## واژه‌شناسی
این واژه نخستین بار در زبان آلمانی و توسط منتقد آلمانی، گوتهولد افرایم لسینگ در مجموعه مقالات مهم وی، «دراماتورژی هامبورگی» (انتشار از سال ۱۷۶۷ تا ۱۷۶۹) استفاده شده است. مارتین اسلین در تعریف درام و در پاسخ به این سؤال که "درام چیست و مرز آن کدام است؟"، تعاریفی ارائه می‌دهد که طبق گفتهٔ خودش تعاریف دقیقی نیست و در نهایت می‌گوید که برای درام تعریف جامع و مانعی نمی‌توان ارائه داد.
اما اسلین با وسواس و محافظه کاری زیاد عنوان می‌کند "هر دو هنر سینما و تئاتر زیر بنای مشترکی دارند و آن درام است."
و در اثبات نظرش نمونه‌هایی می‌آورد:
در جهان واقعی، درام‌نویسان هیچ‌گاه به چنین جدایی خشک و نرمش‌ناپذیری باور نداشته‌اند"(جدایی بین تئاتر و سینما) و " متنهای یکسانی با تغییرهایی کم یا زیاد در رسانه‌های دراماتیک به نمایش در می‌آید.
مثال:
" چارلی چاپلین، کیتون، سی. فیلدز و برادران مارکس از تالارهای موسیقی و نمایش‌های وودویل سر برآوردند (یعنی از تئاتر مردم‌پسند) اورسن ولز از تئاتر پیشرو به سینما آمد. آرتو فیلم‌نامه‌نویسی بلند پرواز بود، ژان کوکتو نمایشنامه و باله می‌نوشت و نیز فیلم‌نامه‌نویس و کارگردان بود. لارنس الیویه کارش را از تئاتر آغاز کرد و بسیاری از بهترین بازیگران سینما اینگونه‌اند. ساموئل بکت نمایشنامه‌های تلویزیونی (و رادیویی) می‌نوشت. برتولد برشت فیلم‌نامه‌نویس هالیوود بود. هارولد پینتر یکی از بهترین فیلم‌نامه‌نویسان (و درام نویسان رادیو) است. اینگمار برگمان یکی از بهترین فیلمهایش، مهر هفتم، رابر پایهٔ یک نمایشنامه رادیویی خودش ساخت. راینر ورنر فاسبیندر هم نویسنده و کارگردان نمایشنامه‌هایی در تئاتر پیشرو مونیخ بود و هم فیلم‌های چند میلیون دلاری می‌ساخت."

## جایگاه

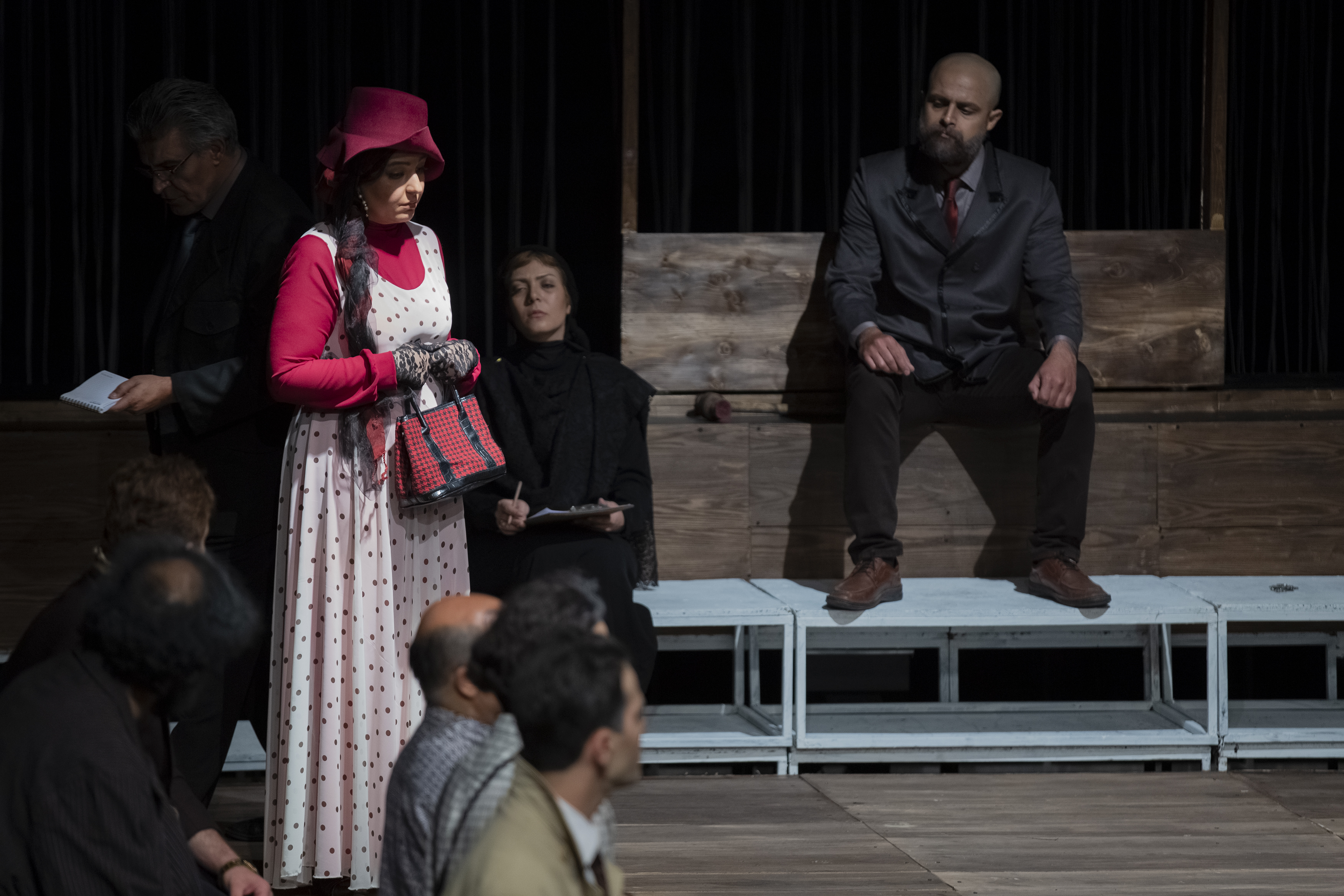
دراماتورژی یک نمایش دراماتیک با نام «بیگانه» توسط مسعود دلخواه که در سالن تئاتر شهر تهران اجرا شده است.

امروزه نمایش‌پرداز نقش مهم و کلیدی‌ای در یک گروه نمایشی به عهده دارد. اما تعریف دقیق و درست از جایگاه، وظیفه و نقش نمایش‌پرداز به شکل دقیق و روشن مشخص نیست. اهمیت و نقش «دراماتورژ» در تئاتر ایران نامشخص و گنگ و حتی ناشناخته است. به طوری که هنوز، مرز بین فعالیت کارگردان و نمایش‌پرداز روشن نیست.«نمایش‌پرداز» آنگونه که باید در تئاتر ایران جایگاهی ندارد، در حالی که در تئاتر امروز جهان نمایش‌پرداز جایگاه ویژه خود را یافته است و تمامی گروه‌های مطرح، نمایش‌پرداز را به عنوان عنصری مهم و اساسی در گروه خود می‌شناسند.

## پیشینه
به گفته‌"فرهنگ زبان وبستر" دراماتورژی از واژه یونانی «دراماتوروگییا» به معنای درام‌نویس آمده است.»
نویسنده درام ـ کمدی یا تراژدی ـ را در آغاز و به معنی سنتی «دراماتورژ» می‌گفتند.
«مارمونتل» می‌گوید:
«شکسپیر مهم‌ترین نمونه یک نمایش‌پرداز است. کارکرد مدرن این واژه، امروز اشاره به یک مشاور ادبی و تئاتری دارد که با یک گروه تئاتری کار می‌کند. با این مفهوم لِسینگ نخستین نمایش‌پردازی است که ما می‌شناسیم.»
لسینگ در سال ۱۷۶۷ میلادی به عنوان نمایش‌پرداز در «تئاتر ملی هامبورگ» مسئولیت جمع‌آوری نقد و بررسی و تئوری‌های تئاتری را به عهده می‌گیرد. او در همین سال کتابی تحت عنوان «دراماتورژی هامبورگ» می‌نویسد. این کتاب شامل یک مجموعه بحث انتقادی و زیبایی‌شناختی دربارهٔ اندیشه‌های نظری در تئاتر است. اساساً اندیشه‌های مستتر در این کتاب از یک‌سو ریشه در سنت‌های نظری آلمان دارد و از سوی دیگر در تمامی کارهای عملی که تا قبل از این تاریخ در ارتباط با میزانسن ـ هنوز مفهوم کارگردانی در تئاتر به مفهوم امروز نبوده است ـ وجود دارد، تحت‌الشعاع قرار می‌دهد. واژه آلمانی این لقب «Dramitker» است که معنایی متفاوت با همین واژه در زبان فرانسه به مفهوم کسی که نمایشنامه را برای اجرا بر روی صحنه آماده می‌کند، دارد.
در زبان فرانسه «Dramaturg» بیشتر معنای کارگردان را می‌رساند، در حالی که در واژه آلمانی، منظور نمایشنامه‌نویس است؛ اگرچه ـ نوشتن و کارگردانی ـگاه توسط یک شخص انجام می‌شود. برتولت برشت نمونه بارز آن در آلمان است.
آلمانی‌ها از واژه «دراماتورژ» دو برداشت دارند:
«الف: به کسی که نویسنده درام است.
ب: به کسی که نقش محقق مرتبط با اثر نمایشی را دارد.»
«نمایش‌پرداز» در دیدگاه برخی نظریه‌پردازان، منتقد درون گروه است. فعالیت او در یک اجرای صحنه‌ای قابل رویت است. حضور او در یک گروه و در کنار کارگردان ضروری است. کار او در کنار کارگردان قابل رویت و دریافت است. فعالیت او در همراهی با کارگردان است. دخالت او در فضای عمومی و محیط نمایشنامه است. او حتی می‌تواند به صورت پیشنهاد در کار بازیگر هم دخالت کند، ولی حفظ معنای کلی درام را هرگز فراموش نمی‌کند.
البته همه در نقش «نمایش‌پرداز» همداستان نیستند. با این حال، کسی هم اهمیت نقش او را در کار نفی نمی‌کند. نقش او بین کارگردان و بازیگر، نقش ساده‌ای نیست و به سادگی نمی‌توان آن را هضم و درک کرد. هنگام شکل‌گیری نمایشنامه، فعالیت نمایش‌پرداز از جهاتی با مسئولیت کارگردان، هم‌ارز است. به همین جهت گاه به غلط، او را برابر کارگردان می‌دانند.
در این راستا، «لغت‌نانه بریتانیکا» در پاسخ به پرسش «نمایش‌پرداز» چیست؟ چنین بیان می‌کند: «هنر یافتن ترکیب نمایشی» یا «نمایش تماشاخانه‌ای»
«براساس این مفهوم، واژه انگلیسی «دراماتورگی»، و واژه فرانسوی «دراماتورژی»، هر دو از واژه آلمانی «دراماتورگی» استخراج شده‌اند. این واژه آلمانی [اولین بار] توسط «دراماتیست» و منتقد آلمانی گوتهولد لِسینگ در یک مجموعه مقاله مهم با عنوان «دراماتورژی هامبورگی» که از سال ۱۷۶۷ تا ۱۷۶۹ منتشر شد، استفاده گردید.
این واژه، در اصل از ریشه یونانی «دراماتوروگیا» به معنی یک «ترکیب نمایشی» یا «کنش نمایشی» استخراج شده است».